# 의결권
의결권(議決權)이란 주주가 주주총회에 출석하여 결의에 참가할 수 있는 권리를 말한다. 주주의 권리 중 대표적인 공익권으로 주주평등의 원칙에 따라 1주마다 1개가 주어지는 것이 원칙이다.(대한민국 상법 제369조 제1항). 1주당 1의결권은 강행규정으로 법률이 아닌 정관이나 주주총회결의로 달리 정할 수 없다.
의결권을 행사하는 방법으로서 주주가 총회에 출석하여 찬성 또는 반대의 의사를 직접 표시할 수도 있으나, 대리인에 의해 이를 행사하거나 서면에 의할 수도 있으며, 2개 이상의 의결권을 가지고 있는 주주라면 찬반을 통일하지 아니하고 행사할 수도 있다.

## 조문
제369조 (의결권)
①의결권은 1주마다 1개로 한다.
②회사가 가진 자기주식은 의결권이 없다.
③회사, 모회사 및 자회사 또는 자회사가 다른 회사의 발행주식의 총수의 10분의 1을 초과하는 주식을 가지고 있는 경우 그 다른 회사가 가지고 있는 회사 또는 모회사의 주식은 의결권이 없다.<신설 1984.4.10>

## 의결권의 제한
상법은 비모자회사간에 상호주의 의결권을 제한하고 있는데, 이때 상대방회사의 보유주식의 10분의 1을 초과해서 보유하는 회사를 '참가회사'라고 하고, 의결권이 제한되는 상대방 회사를 '피참가회사'라고 한다. 어느 회사가 다른 회사의 발행주식총수의 10분의 1을 초과보유하였는지는 '기준일'이 아니라 '실제로 소유하고 있는 주식수'를 기준으로 판단한다. 즉, "기준일"에는 상법 제369조 제3항이 정한 요건에 해당하지 않더라도, 실제로 의결권이 행사되는 주주총회일에 위 요건을 충족하는 경우에는 상법 제369조 제3항이 정하는 상호소유 주식에 해당하여 의결권이 없다.
1. 무의결권주식: 의결권이 없도록 정관에 정한 특수한 주식이다.
2. 자기주식: 대한민국 상법 제369조 제2항에 따라 회사가 예외적으로 가진 자기주식은 의결권이 없다.
3. 상호보유주식: 두 회사가 주식을 상호보유하는 경우에 있어 일방회사가 타방회사의 발행주식총수의 10분의 1을 초과하여 가지고 있는 경우 그 타방회사가 보유한 상대방회사의 주식도 의결권이 없다(대한민국 상법 제369조 제3항).

## 의결권의 대리행사
주주는 대리인으로 하여금 그 의결권을 대리행사시킬 수가 있다. 이는 주주의 의결권행사의 편의를 도모하고 주주총회결의에 필요한 정족수 확보를 용이하게 하기 위함이며 의결권의 대리행사 가능성은 주주 고유의 권리이므로 정관으로 대리행사를 불허할 수 없다는 것이 통설이다.

## 의결권 대리행사 포괄적 수권의 가부
주식회사에 있어서 주주권의 행사를 위임함에는 구체적이고 개별적인 사항에 국한단하고 해석하여야 할 근거는 없고 주주권행사를 포괄적으로 위임할 수 있다고 하여야 할 것이며 포괄적 위임을 받은 자는 그 위임자나 회사 재산에 불리한 영향을 미칠 사항이라고 하여 그 위임된 주주권 행사를 할 수 없는 것은 아니다.

## 대리권의 증명하는 서면
상법 제368조 제3항은 주주의 의결권을 대리행사하고자 하는 자는 대리권을 증명하는 서면을 총회에 제출하도록 규정하고 있는바, 그 규정은 대리권의 존부에 관한 법률관계를 명확히 하여 주주총회 결의의 성립을 원활하게 하기 위한 데 그 목적이 있다고 할 것이므로, 대리권을 증명하는 서면은 위조나 변조 여부를 쉽게 식별할 수 있는 원본이어야 하고 특별한 사정이 없는 한 사본은 그 서면에 해당하지 않는다.

## 같이 보기
- 대리 투표